# امیرآباد (ماهان)
امیرآباد روستایی در دهستان ماهان بخش ماهان شهرستان کرمان استان کرمان ایران است.

## جمعیت
بر پایه سرشماری عمومی نفوس و مسکن در سال ۱۳۹۵ جمعیت این روستا ۲۰ نفر (۶خانوار) بوده‌است.